# Đền Kiếp Bạc
Đền Kiếp Bạc có tên chữ là "Trần Hưng Đạo vương từ" (đền Trần Hưng Đạo vương) thuộc địa phận hai thôn Dược Sơn và Vạn Kiếp, xã Hưng Đạo, thành phố Chí Linh, tỉnh Hải Dương, Việt Nam; là nơi thờ phụng Hưng Đạo Đại Vương Trần Quốc Tuấn. Kiếp Bạc là tên ghép của hai vùng Vạn Yên hay Vạn Kiếp (làng Kiếp) và Dược Sơn (làng Bạc). Đây là di tích quan trọng thuộc khu di tích Côn Sơn - Kiếp Bạc.

## Lịch sử
Vào thế kỷ 13, đây là nơi Hưng Đạo Đại Vương Trần Quốc Tuấn sinh 1231 (?), mất 1300 lập căn cứ, tích trữ lương thực, huấn luyện quân sĩ trong các cuộc kháng chiến chống quân Nguyên Mông lần thứ 2. Sang thế kỷ 14, đền thờ ông được nhân dân địa phương xây dựng tại nơi đây và là nơi tổ chức các lễ hội hàng năm để dâng hương tưởng niệm vị Anh hùng của dân tộc Việt Nam, người có công lớn với đất nước và được dân gian tôn sùng là Đức Thánh Trần.
Dưới sự lãnh đạo của các vua Trần và Hưng Đạo vương, quân đội Đại Việt đã vượt qua nhiều gian nan, chỉ với số đội quân ít thiện chiến, yếu hơn so với đối phương lại hai lần đánh tan hàng vạn quân Mông Nguyên hùng mạnh, giành thắng lợi mà "tiếng vang đến phương Bắc, khiến chúng thường gọi ông là An Nam Hưng Đạo Vương mà không dám gọi thẳng tên". Chiến lược của ông đã góp phần rất lớn đến thắng lợi này nên chiến công vĩ đại này thường gắn liền với tên tuổi của ông. Công lao to lớn này đã đưa ông lên hàng "thiên tài quân sự có tầm chiến lược, và là một anh hùng dân tộc bậc nhất của nhà Trần", một bậc thầy về chiến lược thực sự. Chiến thắng của ông và quân dân nước Việt đã góp phần đánh dấu chấm hết thời kỳ đỉnh cao của quân Nguyên - Mông trong lịch sử.

## Vị trí
Khu vực đền Kiếp Bạc nằm gần Lục Đầu Giang, là nơi tụ hội của sáu con sông: sông Cầu, sông Thương, sông Lục Nam, sông Đuống, sông Kinh Thầy và nhánh chính của sông Thái Bình. Một số người theo thuyết phong thủy cho rằng đây chính là nơi tụ khí để gây dựng cơ nghiệp. Theo đường bộ, đền Kiếp Bạc cách Hà Nội khoảng 70 km đi theo đường quốc lộ số 1 đến Bắc Ninh rẽ sang đường quốc lộ số 18 và cách chùa Côn Sơn khoảng 4 km. Chùa Côn Sơn nằm ở khu Tiên Sơn, phường Cộng Hòa, thành phố Chí Linh.
Chỉ trước đây khoảng 20 năm, khu vực dân cư quanh Đền vẫn là những hộ dân làm nông nghiệp là chủ yếu, đời sống còn nhiều khó khăn, đói kém. Thậm chí những năm 1990, ở đây vẫn chưa có điện sáng, nhân dân sống trong khu vực lạc hậu. Tuy nhiên, khi kinh tế xã hội đất nước thời kỳ đổi mới đi lên, nhân dân thập phương chảy hội đã trực tiếp đưa đời sống nhân dân trên địa bàn đi lên, nhiều gia đình giàu có từ hoạt động bán hàng, dịch vụ sắp lễ và xem bói, xem tướng. Nhìn chung, hiện nay đời sống nhân dân ở khu vực quanh Đền đã khá giả hơn rất nhiều.

## Kiến trúc

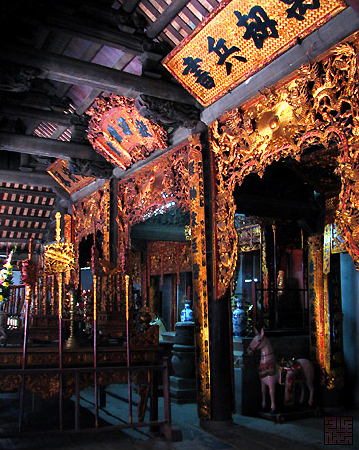
Bên trong đền Kiếp Bạc

Khu vực đền Kiếp Bạc là một thung lũng trù phú ba phía có dãy núi Rồng bao bọc, một phía là Lục Đầu Giang. Núi tạo thành thế rồng chầu, hổ phục, sông tạo thành minh đường rộng rãi. Phía trước đền có cổng lớn có ba cửa ra vào nguy nga, đồ sộ. Trên trán cổng mặt ngoài có bốn chữ "Dữ thiên vô cực 與天無極", dưới có 5 chữ "Trần Hưng Đạo Vương từ 陳興道王祠".
Câu đối hai bên cổng do Thám hoa Vũ Phạm Hàm đề, đã là chủ đề những tranh luận kéo dài giữa các bậc túc Nho xưa và nay:
萬劫有山皆劒氣
六頭無水不秋聲
Vạn Kiếp hữu sơn giai kiếm khí
Lục Đầu vô thủy bất thu thanh.
Có người dịch thoát ý như sau: 
Vạn Kiếp núi còn cùng hơi kiếm
Lục Đầu nước hết mới thôi thiêng.
Qua cổng lớn, bên tay trái có một giếng gọi là Giếng Ngọc mắt rồng. Theo con đường đá đi đến khu vực để kiệu trong mùa lễ hội, phía trước có một án thờ. Trước đây người dân khi đến thăm Đền, đặc biệt trong các mùa lễ hội hay có tục thả tiền lẻ xuống Giếng để cầu may, tuy nhiên hiện nay với nỗ lực ngăn chặn của giới chức, hành vi này bị ngăn cấm và đến nay thì mất hẳn. Tuy nhiên vẫn có trường hợp vi phạm do thiếu ý thức cộng động.
Tòa điện ngoài cùng thờ Phạm Ngũ Lão, tòa điện thứ hai thờ Hưng Đạo Vương, tòa điện trong cùng thờ phu nhân Hưng Đạo Vương là công chúa Thiên Thành và hai con gái được gọi là Nhị vị Vương cô. Trong đền hiện còn 7 pho tượng bằng đồng: tượng Trần Hưng Đạo, phu nhân, hai con gái, con rể là Phạm Ngũ Lão, Nam Tào, Bắc Đẩu và 4 bài vị thờ các con trai của ông cùng 2 hổ tướng là Yết Kiêu và Dã Tượng. Khu Đền những năm gần đây được tu sửa, trang sắp rất nhiều, do vậy ngôi Đền vừa giữ được những nét cổ kính, vừa có nét khang trang.

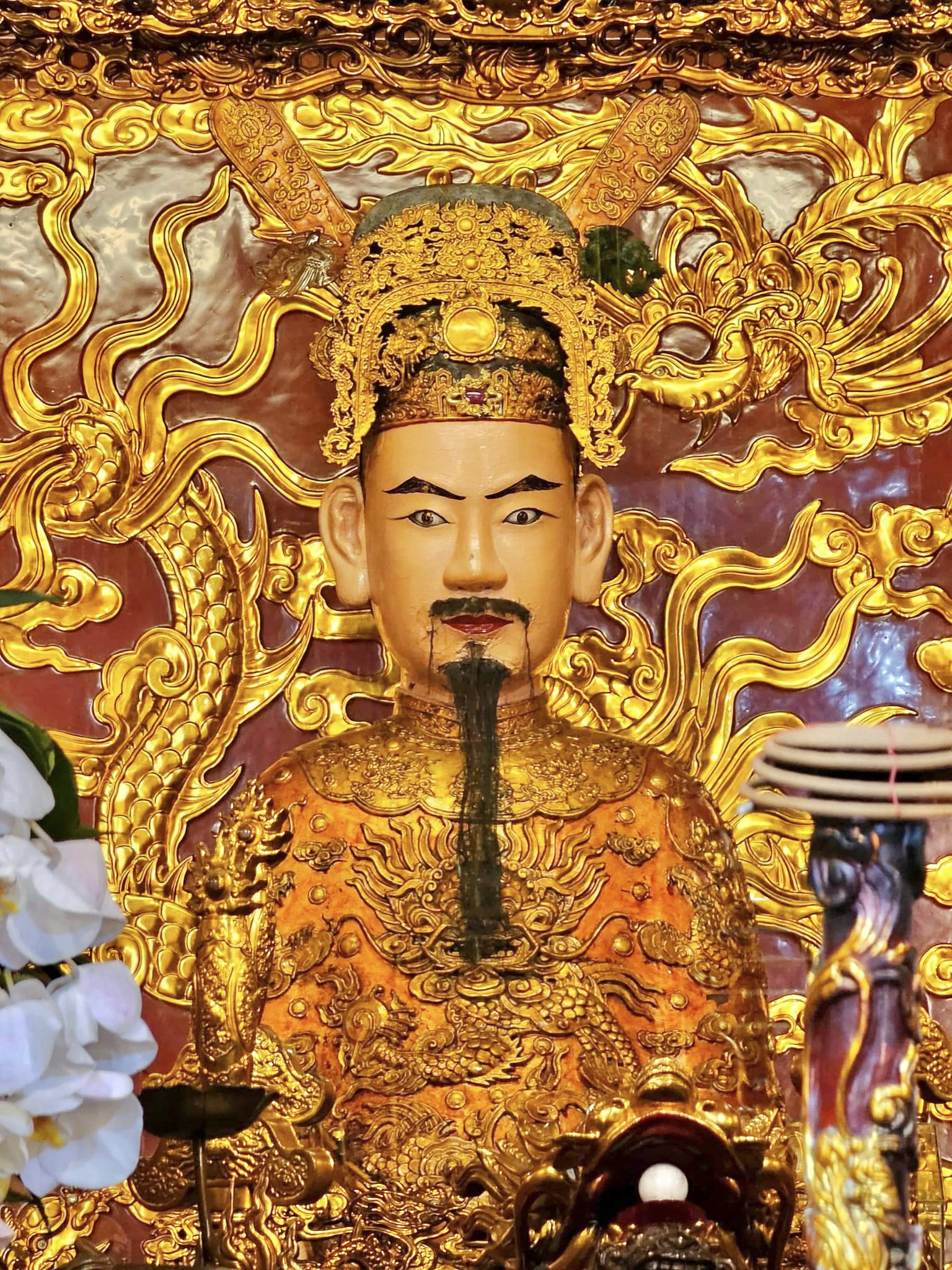
Tượng đồng Trần Hưng Đạo tại Đền Kiếp Bạc

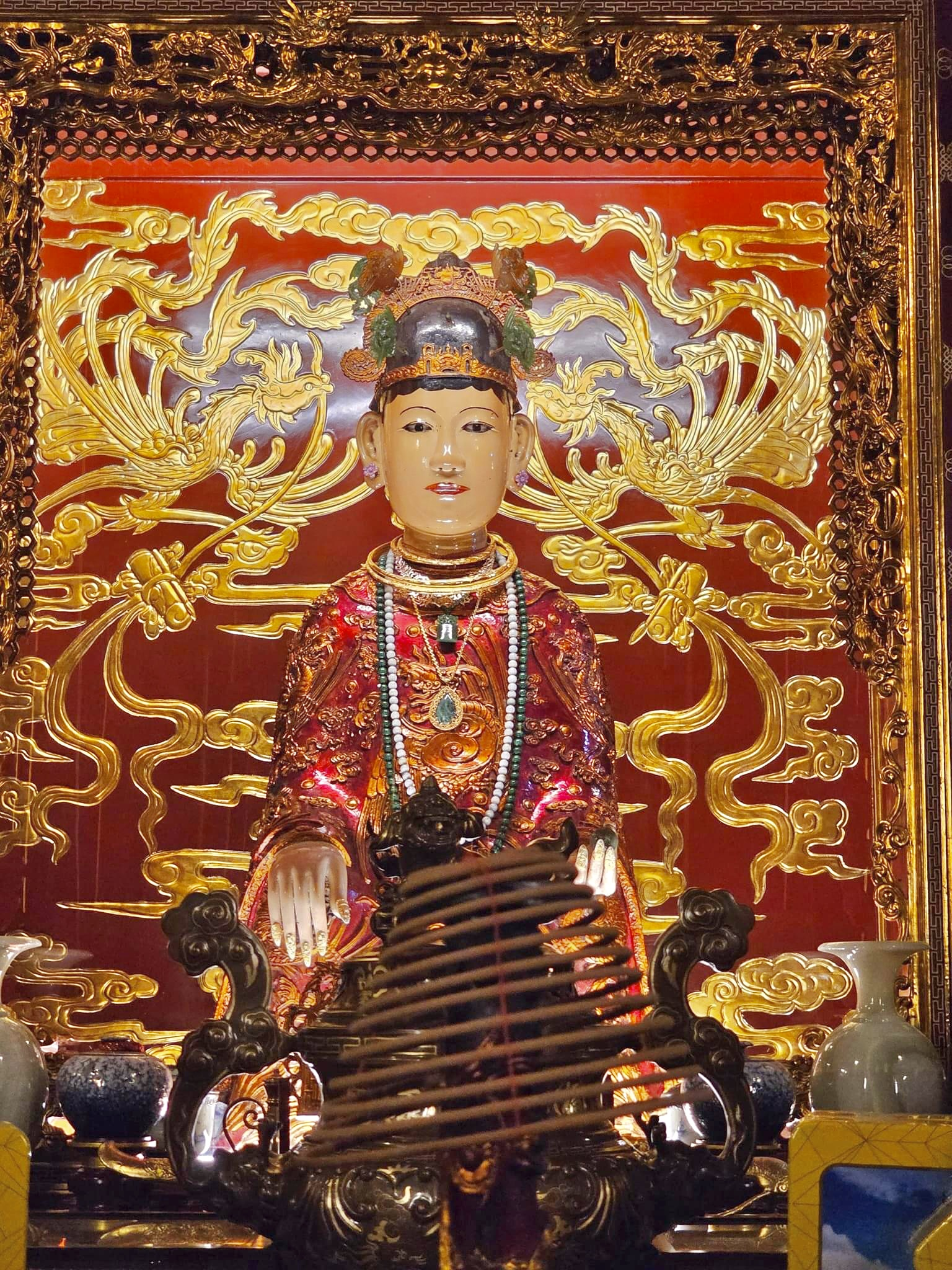
Tượng đồng Nguyên Từ quốc mẫu tại Đền Kiếp Bạc

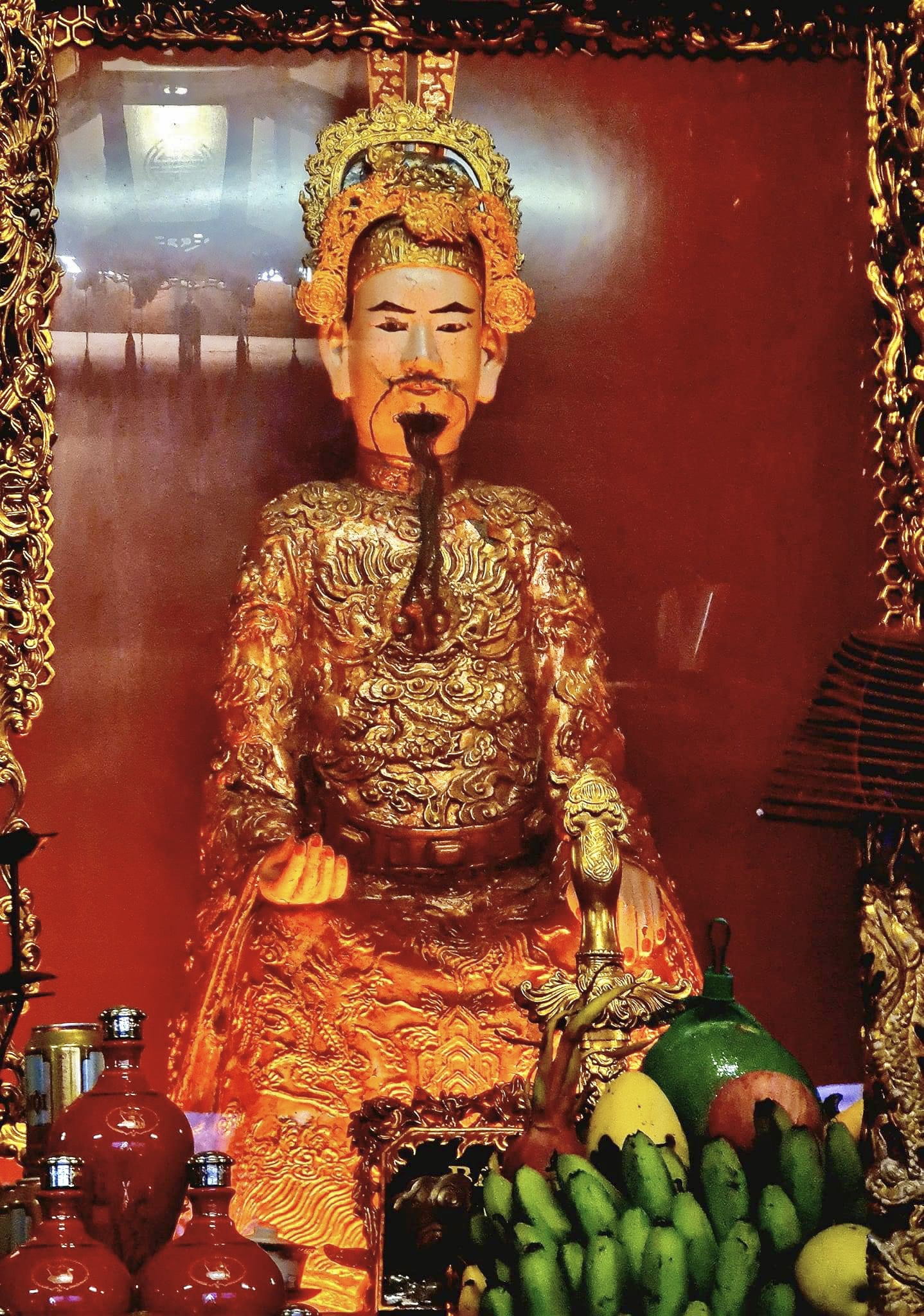
Tượng đồng Phạm Ngũ Lão tại đền Kiếp Bạc

Tuy nhiên, việc thay đổi nhiều khung cảnh xung quanh cũng khiến nhiều thực khách, nhà nghiên cứu không hài lòng, đặc biệt là việc Ban Quản lý tận dụng các khu vực sân xung quanh Đền để trồng hoa lan, góp phần phá vỡ nét cổ kính, nguyên vẹn của các khu vực xung quanh ngôi Đền.
Đền Kiếp Bạc cũng là nơi các hoạt động xem bói, xem tướng, sắp lễ theo phương thức "chặt chém", đốt vàng mã thuộc hạng phổ biến nhất, tốn kém nhất và lãng phí nhất, thậm chí năm 2019 còn xảy ra một vụ cháy các hàng quán xung quanh Đền, gây thiệt hại nhiều tài sản và ảnh hưởng đến uy tín trong công tác quản lý đối với ngôi Đền cổ kính. Đến nay đã có một số kiến nghị cấm và xử lý nghiêm hiện trạng trên, đặc biệt việc cấm sắp lễ, cầu khấn thuê trong khu Đền, vì đây được cho là một hình thức biến tướng của tệ mê tín dị đoan, ảnh hưởng đến sự tôn nghiêm của ngôi Đền.
Đằng sau Đền khoảng 250 m là một quả núi và 1 thung lũng nhỏ (còn được người địa phương gọi là Viên lăng) cây cối mọc um tùm, một số người cho rằng đây là nơi an táng Trần Hưng Đạo. Tuy nhiên, một vài năm gần đây, công tác quản lý nhà nước lỏng lẻo đã để nhân dân xung quanh sử dụng máy móc đào bới, chuyển đất, chặt cây... ảnh hưởng rất nhiều đến phong cảnh tự nhiên chưa được bảo tồn.

## Lễ hội

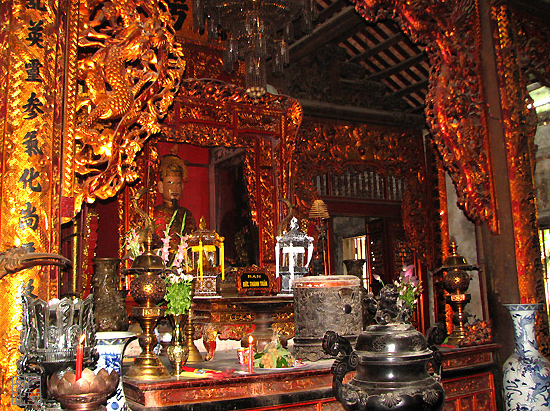
Bàn thờ Trần Hưng Đạo tại chính điện đền Kiếp Bạc

Lễ hội chính tổ chức từ ngày 15 đến ngày 20 tháng 8 âm lịch, ngoài ra đầu xuân cũng có các hoạt động lễ hội ở đây. Do tính chất địa lý (gần chùa Côn Sơn) và lịch sử, lễ hội Côn Sơn (gắn liền với Nguyễn Trãi) và lễ hội đền Kiếp Bạc (gắn liền với Trần Hưng Đạo) thường được tổ chức trùng nhau để nhân dân tưởng nhớ tới hai vị Anh hùng dân tộc.
Ngoài ra, tại đền Kiếp Bạc vào năm 2006, chính quyền chính thức công nhận hình thức sinh hoạt tín ngưỡng lên đồng. Những người theo tín ngưỡng lên đồng thờ Thánh Trần được gọi là Thanh đồng. Hiện nay lên đồng Trần triều diễn ra thường xuyên tại đền Kiếp Bạc. Tuy nhiên, đáng lo là việc tổ chức các buổi lên đồng này thường do các "pháp sư dởm" của địa phương, bản chất là các thầy bói, thầy xem tướng, thầy sắp lễ thực hiện, chưa được đào tạo hay học tập bài bản, do vậy nội dung các buổi lên đồng thường khó được kiểm soát để đảm bảo tính văn hóa và truyền thống.